# بادام شیرازی
بادام شیرازی (نام علمی: Amygdalus glauca)، بادام عربی (نام علمی: Prunus arabica)، بادام کبود، نام گونه‌ای از سرده پرونوس است.